# Ali Jasim
Ali Jasim (ur. 20 stycznia 2004 w Bagdadzie) – iracki piłkarz, występujący na pozycji napastnika w irackim klubie Al-Quwa Al-Jawiya oraz w reprezentacji Iraku.

## Statystyki

### Klubowe
Na podstawie:
| Klub              | Sezonów | Liga            | Liga  | Liga   | Puchar krajowy | Puchar krajowy | Kontynentalne | Kontynentalne | Suma  | Suma   |
| Klub              | Sezonów | Liga            | Mecze | Bramki | Mecze          | Bramki         | Mecze         | Bramki        | Mecze | Bramki |
| ----------------- | ------- | --------------- | ----- | ------ | -------------- | -------------- | ------------- | ------------- | ----- | ------ |
| Al-Kahraba FC     | 2       | Dawri Al-Nokhba | 8     | 8      | ?              | ?              | –             | –             | 8     | 8      |
| Al-Quwa Al-Jawiya | 1       | Dawri Al-Nokhba | 1     | 1      | ?              | ?              | 4             | 4             | 5     | 5      |
|                   | Łącznie | Łącznie         | 9     | 9      | ?              | ?              | 4             | 4             | 13    | 13     |

### Reprezentacyjne
Na podstawie:
| Występy i gole w reprezentacji | Występy i gole w reprezentacji | Występy i gole w reprezentacji | Występy i gole w reprezentacji | Występy i gole w reprezentacji | Występy i gole w reprezentacji | Występy i gole w reprezentacji | Występy i gole w reprezentacji | Występy i gole w reprezentacji |
| Lp.                            | Data                           | Miasto                         | Przeciwnik                     | Wynik                          | Czas                           | Gole                           | Inne                           | Rozgrywki                      |
| ------------------------------ | ------------------------------ | ------------------------------ | ------------------------------ | ------------------------------ | ------------------------------ | ------------------------------ | ------------------------------ | ------------------------------ |
| 1.                             | 13.10.2023                     | Bagdad                         | Katar                          | 0:0 (k. 5:6)                   | 1'–64'                         |                                |                                | mecz towarzyski                |
| 2.                             | 17.10.2023                     | Amman                          | Słowacja                       | 2:2 (k. 5:3)                   | 1'–90'                         |                                |                                | mecz towarzyski                |

## Sukcesy
Na podstawie:

### Reprezentacyjne
- II miejsce na Mistrzostwach Azji U-20 2023